# Szrí Dzsajavardhanapura Kótté
Szrí Dzsajavardhanapura Kótté (nyugati átírással Sri Jayawardenapura Kotte, szingalézül: ශ්‍රී ජයවර්ධනපුර කෝට්ටේ, tamilul: ஸ்ரீ ஜயவர்த்தனபுரம் கோட்டை) Srí Lanka adminisztratív fővárosa. Colombóval egy agglomerációt alkot, de a kereskedelmi központ, Colombo keleti külvárosain túl fekszik, és gyakran Új Fővárosi Területnek nevezik. Lakossága 108 ezer fő volt 2012-ben
az agglomerációé több mint 2,2 millió fő.
Az ország parlamentje az új épület hivatalos átadása, 1982. április 29. óta működik itt.
A lakosság kb. 85%-a szingaléz és vallásilag legnagyobb része buddhista.

## Népessége
Szrí Dzsajavardhanapura Kótté, a 2012-es népszámlálás szerint, a következő etnikai illetve vallási felépítésű:
| nemzetiség          | 2012   | százalék |
| ------------------- | ------ | -------- |
| szingalézek         | 91268  | 84,89%   |
| Sri Lanka-i tamilok | 7503   | 6,98%    |
| Sri Lanka-i mórok   | 5207   | 4,84%    |
| burgherek           | 1049   | 0,98%    |
| egyéb nemzetiségű   | 840    | 0,78%    |
| indiai tamilok      | 801    | 0,75%    |
| Sri Lanka-i malájok | 710    | 0,66%    |
| Sri Lanka-i csettik | 72     | 0,07%    |
| bárathák            | 58     | 0,05%    |
| Összesen            | 107508 | 100,00%  |

| vallás           | 2012   | százalék |
| ---------------- | ------ | -------- |
| buddhista        | 82841  | 77,06%   |
| római katolikus  | 7827   | 7,28%    |
| muzulmán         | 6772   | 6,30%    |
| egyéb keresztény | 5040   | 4,69%    |
| hindu            | 4864   | 4,52%    |
| egyéb vallású    | 164    | 0,15%    |
| Összesen         | 107508 | 100,00%  |

## Város-zónák
- Pita Kotte. A város belső részén. Itt található a Maliban Aramaya-templom.
- Ethul Kotte. A város belső részén.
- Nawala
- Nugegoda
- Rajagiriya

## Fordítás
- Ez a szócikk részben vagy egészben a Sri Jayawardenapura Kotte című angol Wikipédia-szócikk ezen változatának fordításán alapul.  Az eredeti cikk szerkesztőit annak laptörténete sorolja fel. Ez a jelzés csupán a megfogalmazás eredetét és a szerzői jogokat jelzi, nem szolgál a cikkben szereplő információk forrásmegjelöléseként.